# I U (EP)
I U (estilizado I□U) é o primeiro extended play japonês da cantora sul-coreana IU. Foi lançado em 14 de dezembro de 2011 pela East World. O álbum é um conjunto de canções coreanas lançadas entre 2008 e 2011.

## Antecedentes e promoção
As primeiras apresentações de IU no Japão foram em concertos beneficentes decorrentes do sismo e tsunami de Sendai em 2011: Tokyo Densetsu 2011 (東京伝説2011) em 15 de maio de 2011 e Seoul-Osaka Music of Heart 2011 Fighting Japan! em 8 de junho de 2011.
Mais tarde, IU assinou com a gravadora de música japonesa EMI Music Japan através de sua agência LOEN Entertainment. Posteriormente, foi anunciada a sua estreia no Japão em 16 de novembro de 2011 e o lançamento do seu extended play. O extended play foi considerado um "pré álbum de estreia" no país, pois em 21 de março de 2012 IU lançou a versão japonesa de "Good Day" como um single de estreia.

### Performances ao vivo
IU realizou seu primeiro concerto japonês no IU Japan Premium: Special Live em 24 de janeiro de 2012 no estádio Bunkamura, em Tóquio,  para uma plateia de 4 mil pessoas. Ela performou cinco músicas em coreano e inglês, junto com a versão japonesa de "Good Day".

## Produção
O extended play é uma coletânea de músicas coreanas de IU lançadas entre 2008 e 2011. Todas as músicas permaneceram com o título em inglês, exceto "Nagging" que foi traduzida em japonês para "Ko Go To" (コ・ゴ・ト, "Scolding") e "The Story Only I Didn't Know" para "Watashi Dake Shiranai" (私だけ知らない, "Only I Don't Know"). O DVD da obra continha um documentário intitulado I with U: The Story of IU dirigido por Kim Do-yeon.

## Recepção
O álbum ficou na 15ª posição na parada de álbuns da Oricon, vendendo 7,000 cópias. Após ficar sete semanas seguidas no top 300 álbuns, o EP vendeu no total 12,000 cópias.

## Faixas
| N.º            | Título                                                                      | Letras         | Música                      | Duração |  |
| 1.             | "Good Day"                                                                  | Kim Eana       | Lee Min-soo                 | 3:56    |  |
| 2.             | "Nagging" (잔소리; Jansori, com 2AM Seulong)                                | Kim Eana       | Lee Min-soo                 | 3:37    |  |
| 3.             | "Rain Drop"                                                                 | Go Hyun-ki     | Go Hyun-ki                  | 3:50    |  |
| 4.             | "Lost Child" (미아; Mia)                                                    | Choi Gap Won   | Lee Jong Hoon Min Woong Sik | 3:44    |  |
| 5.             | "The Story Only I Didn't Know" (나만 몰랐던 이야기; Naman Molratdeon Iyagi) | Kim Eana       | Yoon Sang                   | 3:27    |  |
| 6.             | "Last Fantasy" (faixa bônus)                                                | Kim Eana       | Kim Hyeong-seok             | 6:10    |  |
| Duração total: | Duração total:                                                              | Duração total: | Duração total:              | 24:46   |  |

| DVD |                             |         |  |
| N.º | Título                      | Duração |  |
| 1.  | "I with U: The Story of IU" |         |  |

## Paradas musicais

### Desempenho
| Parada (2011)  | Melhor posição |
| -------------- | -------------- |
| Japão (Oricon) | 15             |

## Histórico de lançamento
| Região | Data                   | Formato       | Distribuidora   | Nº de catálogo |
| ------ | ---------------------- | ------------- | --------------- | -------------- |
| Japão  | 14 de dezembro de 2011 | CD+DVD        | EMI Music Japan | TOCT-22322     |
| Japão  | 26 de dezembro de 2011 | Rental CD+DVD | EMI Music Japan | TOCT-22322     |